# Conjunto Histórico de la Villa de Tineo
La villa de Tineo está situado en el concejo asturiano del mismo nombre.

## Delimitación
Comprende la casa y finca denominada «del Escribano», prosigue coincidiendo con el trazado del camino vecinal sin nombre conocido, incluyendo a continuación la finca conocida como «Casa de la Roxa». Atraviesa el camino de acceso a la carretera de Cangas y continúa incorporando la casa y hórreo que se dicen «del Guardián», paralela a la fachada lateral de la casa, va a quebrarse a la altura de la cota 605 para enlazar con el camino del cementerio, también llamado de las Heras, por el que continúa hasta la denominada Huerta de Basil, afectando allí a los edificios núm. 51 y núm. 26 de la calle Fondos de Villa.
Al Oeste, va incluyendo, sucesivamente, la finca núm. 24, la llamada «Casa Alipio», y edificio núm. 20, todos ellos situados en el entorno de la C/ Fondos de Villa; panera y edificio denominados «Casa Ribón»; atraviesa el camino de Bolao y, rodeando el edificio núm. 18 de Fondos de Villa, conecta finalmente con la CI del Costazo, hasta la conocida como «Casa de la Fuya» y hórreos colindantes. 
Enlaza seguidamente con el camino de las Campas y prosigue, rodeando el cementerio viejo de Tineo, hasta el edificio correspondiente al núm. 7 de la plaza de Las Campas. 
El límite se mantiene coincidente con la alineación de los edificios núm. 7 y núm. 10 de la misma plaza de Las Campas, cruzándola a continuación para descender por la travesía de Abastos hasta la plaza del Fontán que comprende íntegramente. Penetra rodeando la fachada posterior de la denominada «Antigua casa de Piedrafita» y siguiendo la alineación, afecta a las edificaciones adosadas en la fachada trasera del Palacio de Merás. 
Continúa por la travesía General Riego, comprendiendo la manzana situada en su margen derecho (fachada O.); rodea la llamada «Casa Mon» y prosigue por la C/ General Riego incluyendo así toda la manzana de la margen derecha (fachada 8.)A. traviesa la CI González Mayo e incorpora la casa y finca denominadas «de los Mayos», para continuar subiendo por la Venera de la Conda, cruzar la Calle de la Fuente y penetrar por la prolongación de la Venera de la Conda; a la altura de la cota 677 se desvía para comprender los edificios situados en la margen izquierda de esta vía, edificios que va rodeando hasta volver a enlazar con el camino de la Venta del Aire (cota 693). 
Rodea el edificio núm. 20 y continúa a lo largo de las fachadas posteriores del camino de la Venta del Aire y primera travesía de los Picos de Villa. Atraviesa el camino del Depósito, incorporando
a continuación la finca denominada «Casa del Pagano», así como el hórreo y edificio núm. 21 en el Camino Viejo de San Roque o «Paseo de los Frailes», que cruza para incluir la finca y edificios conocidos como «Huerta Melinos». 
A la altura de la cota 688 atraviesa el camino de la Reguera, penetra en el llamado «Prado del Convento» y afecta a la totalidad de las edificaciones que dan frente al citado Camino Viejo.
En línea coincidente con la fachada de la casa que dicen «del Valenciano» desciende; cruza la Calle Conde de Campomanes e incorpora la denominada «Casa Cabanín».
Atraviesa la carretera de Cangas y continúa siguiendo el perímetro del parque Verdeamor desde la escalera de acceso, siguiendo el camino del Parque, zona de El Palomar, se prolonga adaptándose a la curva de nivel de cota 625; continúa por encima de las Escuelas Verdeamor y sube por la calle de acceso a la Escuela para conectar con el Paseo Verdeamor hasta su confluencia con la plaza Martín Alonso. 
Penetra por la avenida Conde de Campomanes desviándose en torno al edificio núm. 4 e incorporando los edificios situados en su margen izquierda; siguiendo la línea de fachada posterior se prolonga
en los colindantes situados ya en la plaza del Ayuntamiento, plaza del Fontán y Venera de Verdeamor, que alcanza a la altura de la cota 635. Seguidamente enlaza con el lindero Sur del cementerio viejo de Tineo hasta encontrarse de nuevo con la ya mencionada «Casa del Escribano».

## Descripción
Tineo es una importante villa de la zona occidental de Asturias. La fundación de la puebla de Tineo data de tiempos de Alfonso IX, y la instituyó como paso obligado en la ruta de peregrinación que desde Oviedo se dirigía a Santiago de Compostela. 
Tal fue la influencia de Tineo en la zona occidental, durante los siglos XII al XV, que el sector geográfico suroccidental llegó a denominarse las Asturias de Tineo.
La villa de Tineo es un típico asentamiento en ladera, con disposición urbana de ciudad itineraria, aunque su aspecto actual está alterado.
En la villa de Tineo se distinguen tres espacios urbanos diferentes. La zona baja o Fondos de Villa y la zona de El Pico o Cimadevilla, caracterizadas ambas por mantener tipologías rurales tradicionales con numerosas construcciones auxiliares, como hórreos, paneras, cuadras, pajares y molinos.

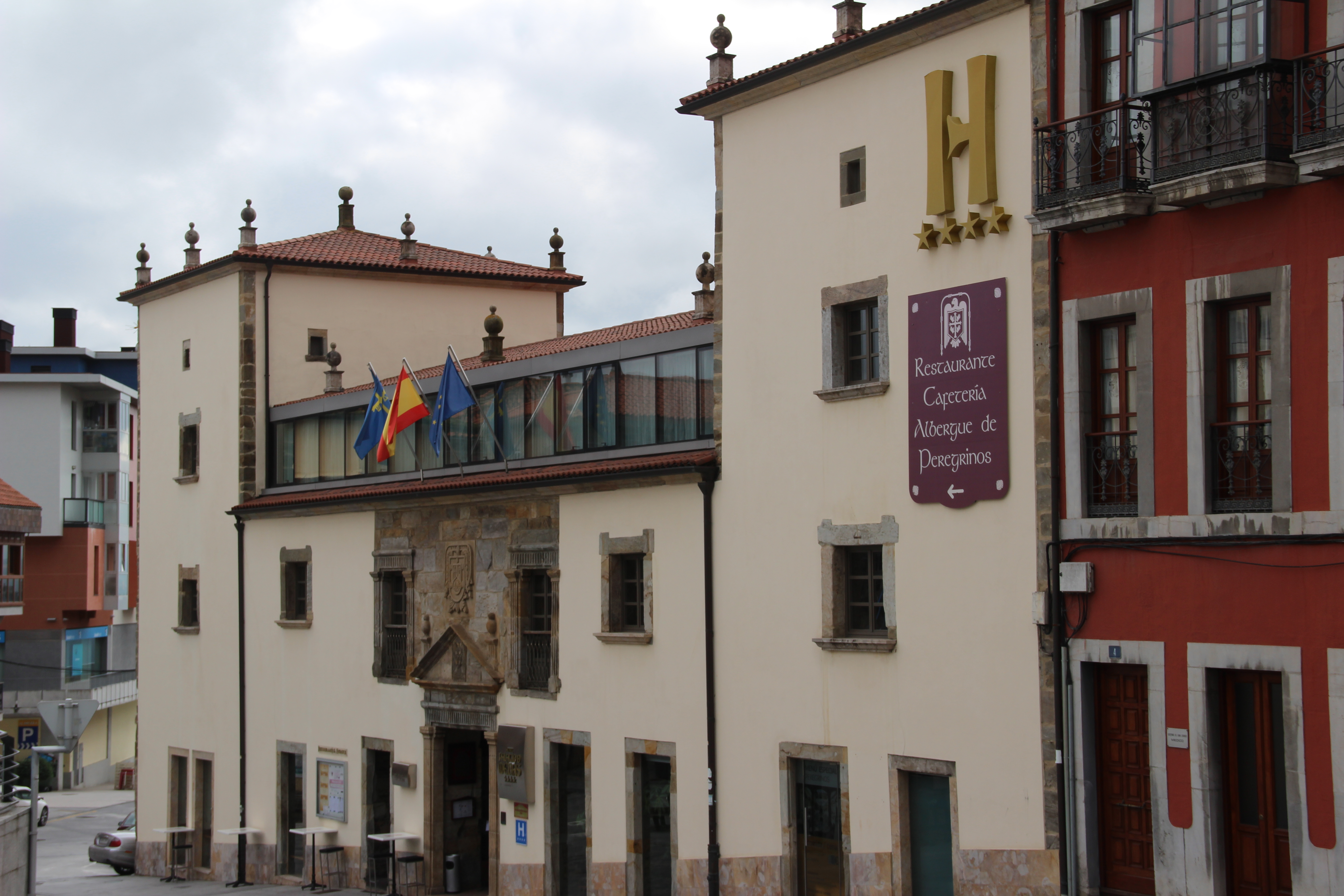
Centro de la villa de Tineo

Ambas zonas están físicamente unidas por el sector urbano en el que se alternan edificios del siglo XIX con importantes construcciones medievales como el Palacio de los García de Tineo, renacentistas como el Palacio de los Merás, la Iglesia de San Pedro o el recuerdo del lugar del antiguo Castillo de Tineo, derribado en el año 1912. 
- Este artículo incluye contenido derivado de una disposición relativa al proceso de protección, incoación o declaración de un bien cultural o natural publicada en el BOPA n.º 20 el 3 de marzo de 1995 (texto), el cual está libre de restricciones conocidas en virtud del derecho de autor de conformidad con lo dispuesto en el artículo 13 de la Ley de Propiedad Intelectual española.

- Datos: Q5783270
- Multimedia: Historical site of Tinéu / Q5783270